# Lars ten Teije
Lars ten Teije (Apeldoorn, 3 april 1998) is een voormalig Nederlands profvoetballer die als linksbuiten speelde.

## Carrière
Lars ten Teije speelde in de jeugd van Victoria Boys en Vitesse. Vanaf 2016 speelt hij in Jong Vitesse, waarmee hij in het seizoen 2016/17 uit de Tweede divisie naar de Derde divisie zondag degradeerde. Op 9 september 2017 debuteerde hij in het eerste elftal van Vitesse, in de met 0–3 gewonnen uitwedstrijd in de Eredivisie tegen Excelsior. Ten Teije kwam in de 83e minuut in het veld voor Tim Matavž. Een dag voor zijn debuut werd bekend dat hij een driejarig contract had getekend.
In het seizoen 2017/18 werd Ten Teije met Jong Vitesse kampioen in de Derde divisie (Zondag).
Na het seizoen 2019/2020 werd het contract van Ten Teije niet verlengd. Hij sloot hierna aan bij Team VVCS en ging vervolgens voor GVVV in de Tweede divisie spelen.

### Statistieken

#### Beloften
| Seizoen         | Club            | Competitie      | Wedstrijden | Doelpunten |
| --------------- | --------------- | --------------- | ----------- | ---------- |
| 2016/17         | Jong Vitesse    | Tweede divisie  | 9           | 0          |
| 2017/18         | Jong Vitesse    | Derde divisie   | 20          | 6          |
| 2018/19         | Jong Vitesse    | Tweede divisie  | 31          | 9          |
| Totaal beloften | Totaal beloften | Totaal beloften | 60          | 15         |

#### Senioren
| Seizoen         | Club            | Competitie      | Competitie | Competitie | Beker | Beker | Europees | Europees | Overig | Overig | Totaal | Totaal |
| Seizoen         | Club            | Competitie      | Wed.       | Dlp.       | Wed.  | Dlp.  | Wed.     | Dlp.     | Wed.   | Dlp.   | Wed.   | Dlp.   |
| --------------- | --------------- | --------------- | ---------- | ---------- | ----- | ----- | -------- | -------- | ------ | ------ | ------ | ------ |
| 2017/18         | Vitesse         | Eredivisie      | 1          | 0          | 0     | 0     | 0        | 0        | 0      | 0      | 1      | 0      |
| 2018/19         | Vitesse         | Eredivisie      | 0          | 0          | 0     | 0     | 0        | 0        |        |        | 0      | 0      |
| 2019/20         | Vitesse         | Eredivisie      | 0          | 0          | 0     | 0     | 0        | 0        |        |        | 0      | 0      |
| Totaal senioren | Totaal senioren | Totaal senioren | 1          | 0          | 0     | 0     | 0        | 0        | 0      | 0      | 1      | 0      |

## Erelijst

#### MetJong Vitesse
| Nationaal     |    |      |
| Derde divisie | 1x | 2018 |